# 電気通信端末機器審査協会
一般財団法人電気通信端末機器審査協会（でんきつうしんたんまつききしんさきょうかい、Japan Approvals Institute for Telecommunications Equipment、略称：JATE）、端末機器に関する適合審査・測定、情報セキュリティマネジメントシステムに関する適合性評価・審査登録などを行う非営利団体である。
元総務省所管。

## 概要
業務
- 電波法に基づく技術基準適合証明
- 電気通信事業法に基づく技術基準適合認定
- 端末機器の技術基準適合等審査の申込に必要な電気的特性等の測定
- 基準認証等に関する調査研究
- 情報セキュリティマネジメントシステムその他の電気通信の安全性・信頼性に関する適合性評価及び審査登録に関する事業

主な業務は、電気通信回線に接続する端末機器（電話機、コードレス電話、モデム、携帯電話、PHS等）が総務大臣の定める技術基準（端末機器の技術基準適合認定等に関する規則）並びに電気通信事業者がそれぞれ定める技術的条件（総務大臣の認可を受けて定めたもの）に適合しているかの認定である。
1985年（昭和60年）の端末機器の技術基準適合認定に関する規則（現 端末機器の技術基準適合認定等に関する規則）制定時に郵政大臣が指定した唯一の認定機関だったが、電気通信事業法の改正に伴い2001年（平成13年）11月30日より認定業務が指定制から登録制へと変更されて新規参入が可能になり、その独占的地位は崩れた。
更に2004年（平成16年）1月26日からは技術基準適合自己確認制度が導入され、 認定機関による認定を必ずしも要するものではなくなった。
ただ、かつての名残からか、現在も端末機器メーカーの多くは本協会の認定を受けることが多い。

## 沿革
- 1984年（昭和59年）　設立。
- 1985年（昭和60年）
  - 技術基準適合認定の認定機関に指定され、業務開始。
  - 電気通信事業者が定める端末機器の技術的条件適合の認定者に指定され、業務開始。
- 1999年（平成11年）　技術基準適合認定番号（設計認証番号を含む、以下同じ。）において本協会を表す記号は末尾のJPとされた。
- 2001年（平成13年）　技術基準適合認定の指定認定機関から登録認定機関に移行。
- 2003年（平成15年）　ISMS審査登録センターを設置し、電気通信の安全性・信頼性に関する適合性評価及び審査登録の業務を開始。
- 2004年（平成16年）
  - 技術基準適合認定番号において本協会を表す記号は末尾の001とされた。
  - ISMS審査登録センターが日本情報処理開発協会（現:日本情報経済社会推進協会）に認証機関として登録された。登録番号はISR013。
- 2008年（平成20年）　日本IPv6認証センターを設置し、IPv6 Ready Logoに関する認証業務を開始。
- 2013年（平成25年）　一般財団法人に移行。
- 2016年（平成28年）　技術基準適合証明の証明機関として登録された。技術基準適合証明番号（工事設計認証番号を含む、以下同じ。）において本協会を表す記号は先頭の021。
- 2017年（平成29年）　技術基準適合証明の業務開始。
- 2018年（平成30年）3月31日　IPv6 Ready Logoに関する認証業務を終了。

## その他
- 本協会のウェブサイトでは端末機器の認定状況を月に2回公開しており、特に携帯電話・PHSなどの業界関係者・マニアは新機種のリリースに関連する情報としてチェックを欠かしていない。そのため、通常の型番命名ルールから外れた端末機器が認定された場合は、その素性が認定経緯と共に、しばしば話題となる。
- 日本IPv6認証センターのウェブサイトは、2018年9月30日に終了した。
- 技術基準適合証明番号で証明機関を表す記号の001はテレコムエンジニアリングセンターである。